# William Duke
William Drexel Duke (1958) é um matemático estadunidense, especialista em teoria dos números.
Duke estudou na Universidade do Novo México e depois na Universidade de Nova Iorque (Instituto Courant de Ciências Matemáticas), onde obteve um doutorado em 1986, orientado por Peter Sarnak. Após um pós-doutorado na Universidade da Califórnia em San Diego juntou-se à faculdade da Universidade Rutgers, onde permaneceu até tornar-se professor de matemática da Universidade da Califórnia em Los Angeles (UCLA).

## Honrarias
Duke foi palestrante convidado do Congresso Internacional de Matemáticos em Berlim (1998: Bounds for Arithmetic Multiplicities). Duke apresentou uma palestra convidada no encontro seccional do outono de 2001 da American Mathematical Society em Irvine, Califórnia. Foi eleito fellow da American Mathematical Society em 2016 "por contribuições à teoria analítica dos números e à teoria de formas automorfas".
Duke é membro do corpo editorial da série de livros "Monographs in Number Theory" publicada pela World Scientific.

## Publicações selecionadas
- Duke, W. (1988) Hyperbolic distribution problems and half-integral weight Maass forms, Inventiones Mathematicae, 92, 73–90.
- Duke, W., Schulze-Pillot, R. (1993) Representation of integers by positive ternary quadratic forms and equidistribution of lattice points on ellipsoids, Duke Mathematical Journal, 71, 143–179.
- Duke, W., Friedlander, J., Iwaniec, H. (1993) Bounds for automorphic L-functions, Inventiones Mathematicae, 112, 1–8.
- Duke, W., Friedlander, J., Iwaniec, H. (1994) Bounds for automorphic L-functions II, Inventiones Mathematicae, 115, 219–239.
- Duke, W., Friedlander, J., Iwaniec, H. (1995), Equidistribution of roots of a quadratic congruence to prime moduli, Annals of Mathematics, 141, 423–441.
- Duke, W. (1995) The critical order of vanishing of automorphic L-functions with large level, Inventiones Mathematicae,  119, 165–174.
- Duke, W., Kowalski, E. (2000), A problem of Linnik for elliptic curves and mean-value estimates for automorphic representations.  With an appendix by Dinakar Ramakrishnan, Inventiones Mathematicae, 139, 1–39.
- Duke, W., Friedlander, J., Iwaniec, H. (2002), The subconvexity problem for Artin L-functions, Inventiones Mathematicae,  149, 489–577.